# JR東日本GV-E400系柴聯車
GV-E400系柴油动车组（日语：GV-E400系）是东日本旅客铁道（JR东日本）订购的一款电传动柴油动车组（Diesel-Electric Multiple Unit，DEMU）列车，于2019年起在新潟和秋田地区使用。

## 设计
GV-E400系是為汰換車齡已高的Kiha40系而新造，此車是JR东日本首款电传动柴油（柴电）动力动车组；列车将使用柴油引擎带动发电机，产生电力驱动牵引电机。采用不锈钢车身的列车最高时速可达100公里。
與傳統液體傳動式柴聯車相比，這一型DEMU省去了液體變速機及相關傳動機械，一些零件可與電聯車共用，進而降低維護成本。

## 运营
GV-E400系在以下线路上使用。
新潟区域（2019年起）
- 羽越本线（新津站 - 酒田站）
- 信越本线（新津站 - 新潟站）
- 米坂线（全線）
- 磐越西线（會津若松站 - 新津站）

秋田区域（由2020年起）
- 津轻线（全線）
- 五能线（全線）
- 奥羽本线（秋田站 - 東能代站；弘前站 - 青森站）

## 编组
列车将由GV-E400型单车单元，和以GV-E401型联结GV-E402型的2辆单元组成。单车单元一節車廂兩頭皆有駕駛室；2辆单元一節車廂僅一頭設駕駛室，由兩節車廂組成完整之編組。
「GV」為Generating Vehicle的縮寫，代表此車為柴油引擎帶動柴油發電機提供牽引馬達所需電力。

## 历史
JR东日本于2017年7月4日公布了新列车的细节。这一系列总共计划建造63辆，从2019年开始进入新潟地区服役，2020年开始进入秋田地区服役。
2018年1月，一列单辆单元和一列2辆单元从位于神户的川崎重工工厂交付，用于测试和评估。
2019年8月19日起於羽越本線及磐越西線部份路段首航載客。
2020年7月17日，2列秋田色的本列車於川崎重工出場。

## 註解
1. ↑  羽越本線（新津站與鼠關站之間）及磐越西線（馬下站與新津站間）